# Ulf Beier
Ulf Beier (* 1. Mai 1941 in Eger, Reichsgau Sudetenland) ist ein deutscher Autor, Onomastiker und Heimatforscher.

## Leben
Ulf Beier wurde als ältester Sohn des Dipl.-Ingenieurs Ulf Beier und seiner Frau Marianne in Eger geboren. Nach dem Tod der Mutter und der Vertreibung der Deutschen aus der Tschechoslowakei kam er zunächst in ein Waisenhaus. Nachdem der Vater wieder heiratete, kam die neue Familie nach vielen Zwischenstationen nach München. Er legte 1961 das Abitur ab und studierte an der Pädagogischen Hochschule München mit Zusatzprüfungen in evangelischer Religionslehre und Englisch für das Lehramt an Volksschulen. Er legte 1971 die Prüfung für das Lehramt an Realschulen in den Fächern Deutsch und Erdkunde ab und unterrichtete von 1971 bis 2003 an der Staatlichen Realschule Weißenburg. Er veröffentlichte seit den 1980er Jahren zahlreiche namenkundliche, ortskundliche und heimatgeschichtliche Aufsätze und drei Bücher.
1968 heiratete er Gisela, geb. Hanfler. Die Familie hat zwei erwachsene Söhne, eine Tochter starb im Kindesalter.

## Werke (Auswahl)
- Von der Höll- zur Paradeisgasse. Straßen- und Wohnstättennamen in Weißenburg. Weißenburg 1991, 2. erweiterte Auflage 2000.
- Weißenburger Flurnamenbuch. Weißenburg 1995.
- Die Suffersheimer Straßennamen In: Suffersheim. Von Suberesheim zum Ortsteil von Weißenburg i. Bay. 867 - 1996. Weißenburg 1996.
- Der Verlauf der Europäischen Hauptwasserscheide im Landkreis Weißenburg-Gunzenhausen. In: Globulus, Beiträge der Natur- und Kulturwissenschaftlichen Gesellschaft e. V. Eichstätt  1999.
- Weißenburg i. Bay. und Umgebung 1950-2000. Erdkundlich-geschichtlich-sozialkundliche Untersuchungen des Nahraumes. Gemeinschaftsarbeit. Weißenburg 2001.
- Gewässernamen im Landkreis Weißenburg-Gunzenhausen. In: Blätter für oberdeutsche Namenforschung. München 2007.
- Exulantennamen im Raume Weißenburg. In: villa nostra. Weißenburg 2009.
- Der Name Weißenburg im europäischen Vergleich. In: villa nostra. Weißenburg 2013.